# Estakada autostradowa w Klęskowie
Estakada autostradowa w Klęskowie (niem. Talbrücke Höckendorf) – najdłuższy obiekt mostowy autostrady A6.
Estakada została oddana do ruchu w 1938 roku wraz z fragmentem autostrady RAB 4a Stettin-Süd (obecnie Kołbaskowo) – Bäderstraße (dziś Rzęśnica). Powstała w Klęskowie ponad doliną Rudzianki, którą biegnie ul. Chłopska. Ma 242 m rozpiętości i 22 m wysokości w najwyższym punkcie.
Podczas prac modernizacyjnych na autostradzie przeprowadzonych w latach 2005–2007, obie jezdnie wiaduktu zostały rozebrane i zbudowane od nowa z częściowym wykorzystaniem starych filarów.

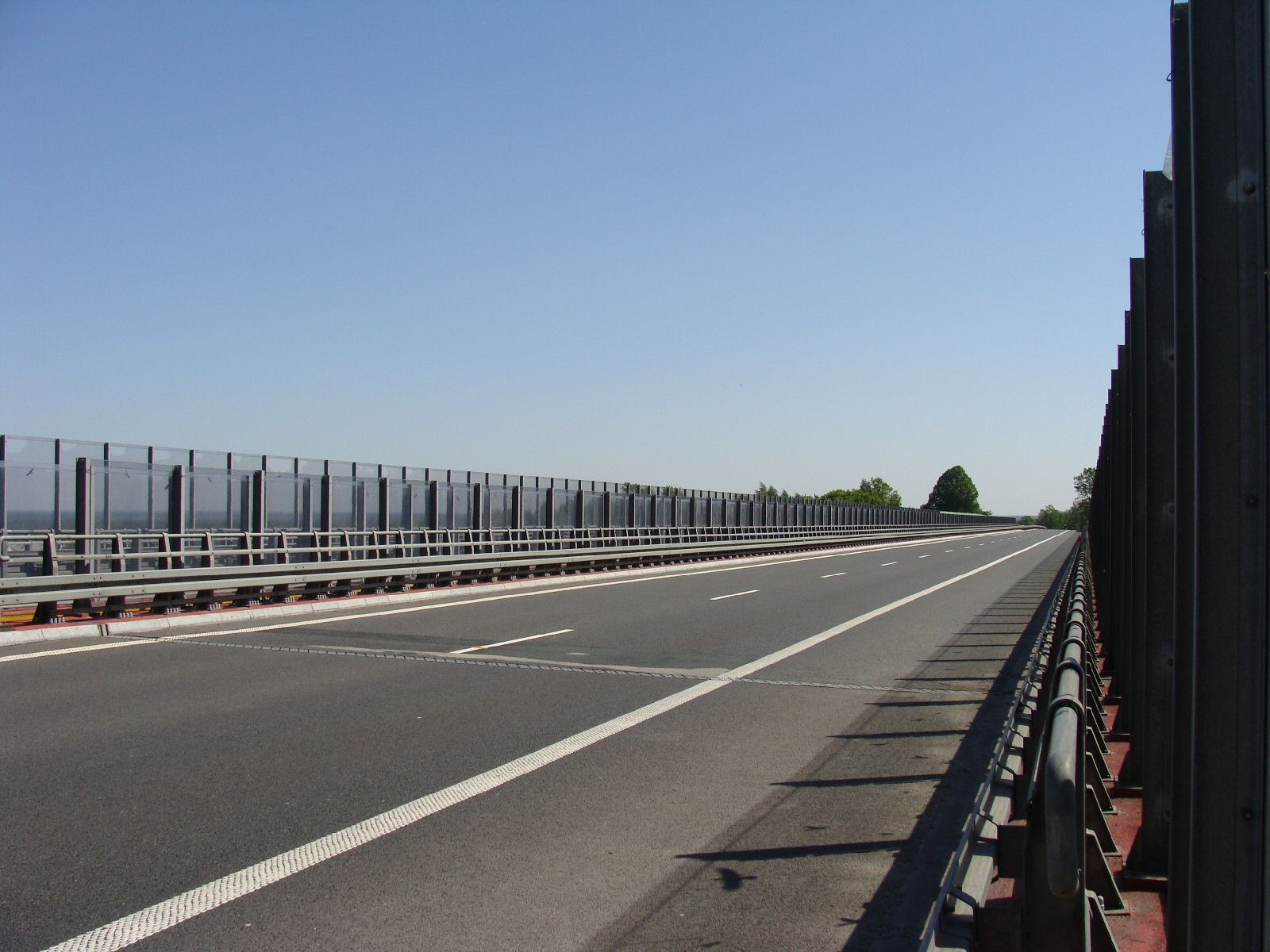
Jezdnia wiaduktu
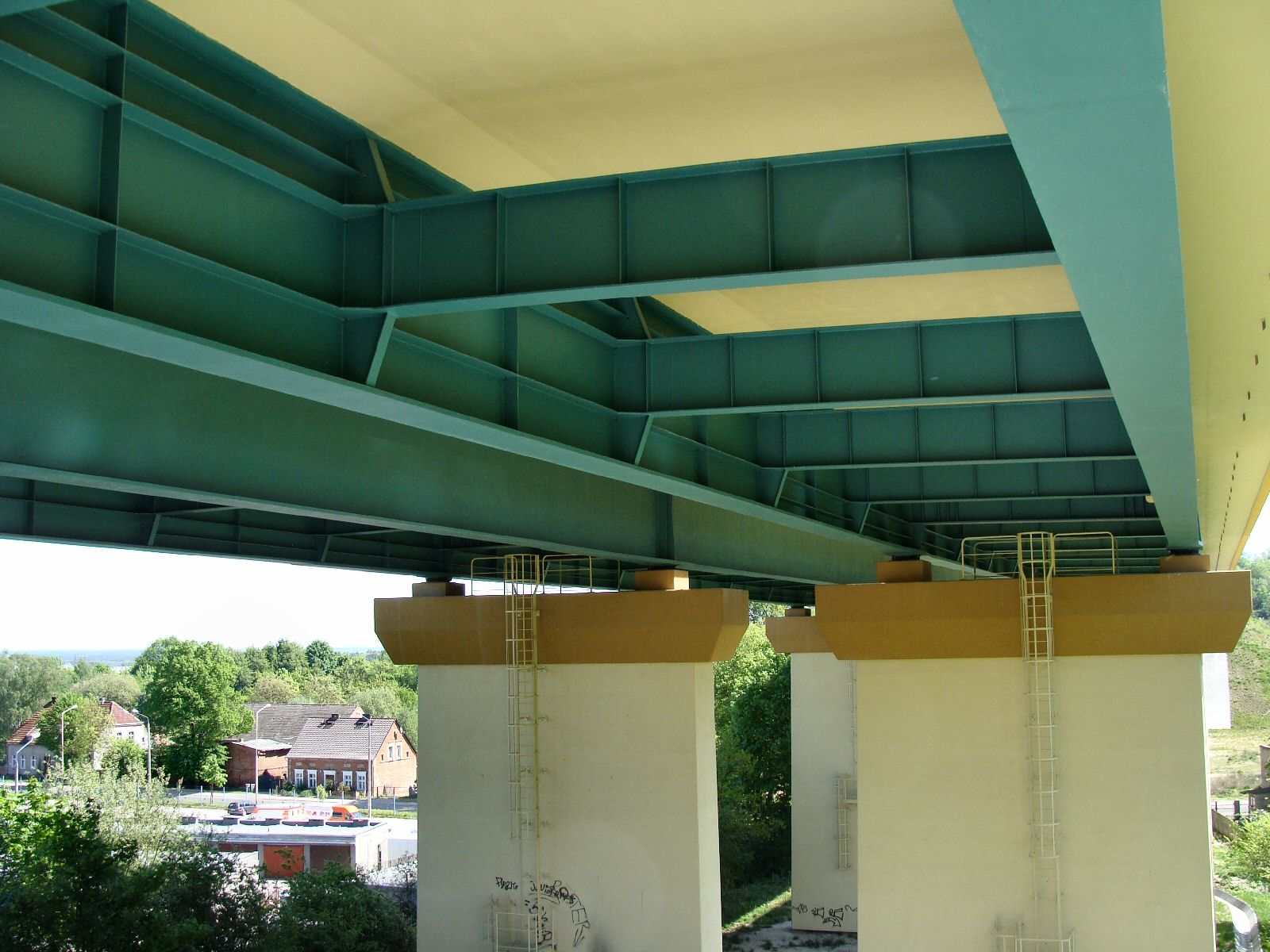
Konstrukcja wiaduktu